# Type 11 (missile terra-aria)
Il Type 11 Surface-to-Air Missile (11式短距離地対空誘導弾, Hitohito shiki tankyori chitaikū yūdōdan) è un missile antiaereo a corto raggio in servizio nelle Forze di autodifesa giapponesi. Viene anche chiamato Tan-SAM Kai II, oppure Short SAM' II.
Il sistema è normalmente composto da un veicolo lanciatore,  che può essere un autocarro pesante Isuzu Type 73 oppure un fuoristrada Kōkidōsha, al quale si aggiungono sistemi di ricerca radar e di tiro autotrasportati.

## Sviluppo
Lo sviluppo del Tan-SAM Kai II iniziò nel 2005, come miglioramento del precedente Type 81, e fu completato nel 2009. Rispetto al Type 81, il missile Type 11 utilizza soltanto un sistema di guida radar attiva, abolendo la guida a infrarossi, e apportando notevoli modifiche all'elettronica. Fu adottato e ufficialmente dichiarato in servizio nel 2011, ma l'effettiva distribuzione ai reparti incominciò soltanto nel 2014.

## Caratteristiche tecniche
Il missile Type 11 è esternamente quasi identico al suo predecessore Tyoe 81, con lievi cambiamenti nella lunghezza e nel peso, perché in effetti ne costituisce un miglioramento conservando però le caratteristiche fondamentali.

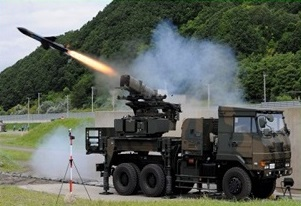
Il Type 11 Tan-SAM Kai II è esternamente molto similie al predecessore Type 81 Tan-SAM.

Le differenze riguardano soprattutto il sistema elettronico e di guida, quest'ultimo basato unicamente sulla guida radar attiva, e una più sofisticata tecnologia che permette l'intercettazione di missili cruise e supersonici. Supporta inoltre la connessione dati che fornisce al missile informazioni sul bersaglio, e gli permette di cambiare rotta durante il volo.
Altri importanti cambiamenti riguardano il sistema di lancio, e la sostituzione della rampa a due bracci con un più moderno lanciatore quadruplo composto da quattro canister che contengono i missili.

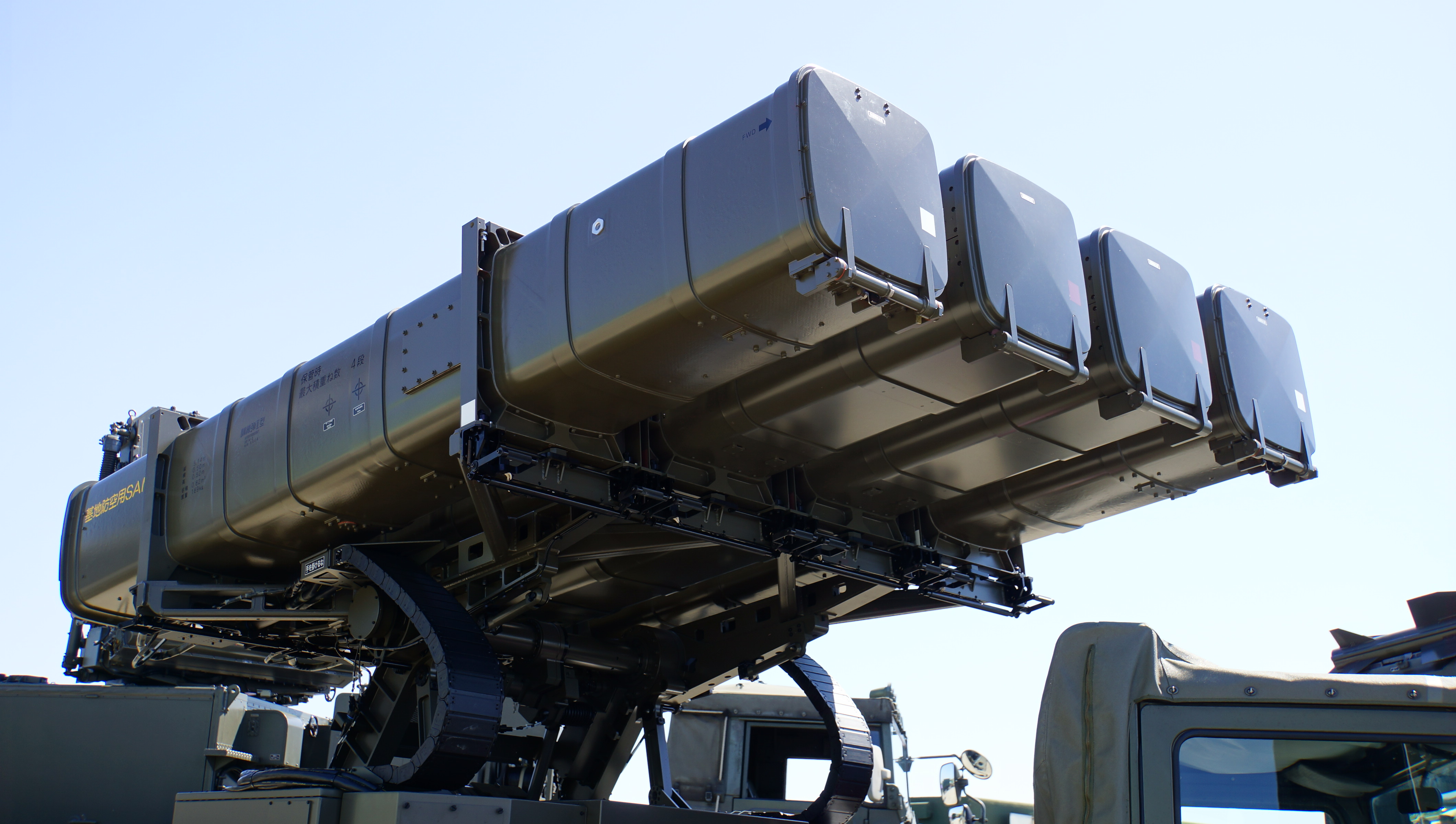
Il nuovo lanciatore è composto da quattro canister.

Il veicolo lanciatore può essere un autocarro pesante Isuzu Type 73 oppure un fuoristrada Kōkidōsha. Anche chiamato HMV (High Mobility Vehicle), questo fuoristrada militare giapponese è una versione del Toyota Mega Cruiser BXD20, che offre buone prestazioni anche su terreni accidentati.

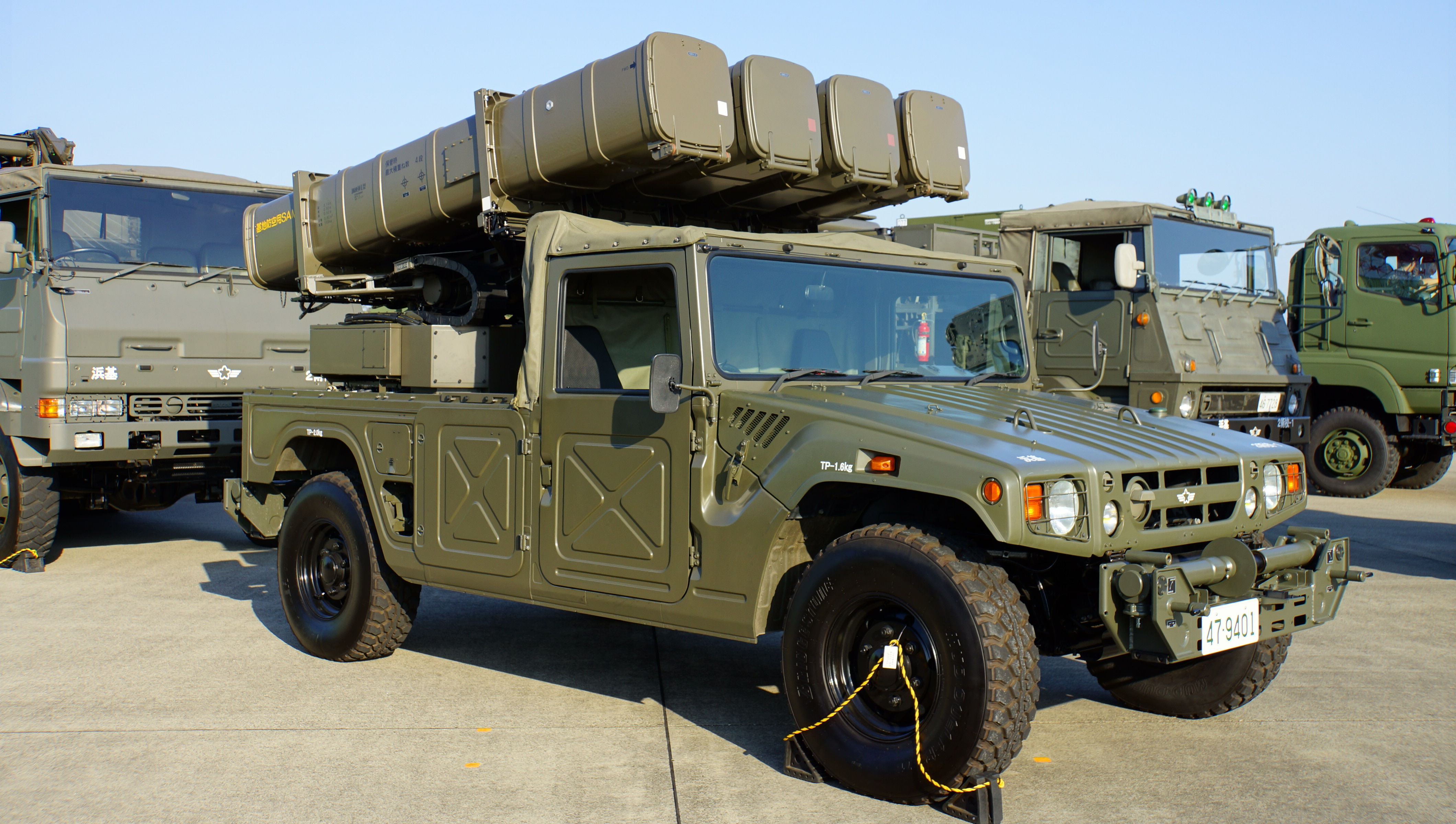
Il Type 11 montato su un'autovettura Kōkidōsha.